# Archiearis
Genre
Archiearis est un genre holarctique de lépidoptères (papillons) de la famille des Geometridae et de la sous-famille des Archiearinae.

## Liste des espèces
Ce genre comporte 5 espèces décrites :
- Archiearis infans (Möschler, 1862) – Amérique du Nord
- Archiearis notha (Hübner, 1803) – Eurasie
- Archiearis parthenias (Linnaeus, 1761) – Eurasie
- Archiearis puella (Esper, 1787) – Europe
- Archiearis touranginii (Berce, 1870) – Europe

Les espèces Archiearis notha, A. puella et A. touranginii sont maintenant généralement rattachées au genre Boudinotiana.